# Nikita Mandryka
Nikita Mandryka (Bizerte, 20 oktober 1940 – Genève, 14 juni 2021) was een Franse stripauteur en journalist.

## Biografie
Nikita Mandryka is van Russische origine en werd geboren in Tunesië. Hij volgde les aan de filmschool in Frankrijk maar koos al snel voor de strip. Hij debuteerde in 1965 in het blad Vaillant met de eerste strips rond zijn strippersonage Concombre masqué. Hij signeerde toen nog onder het pseudoniem Kalkus. Voor hetzelfde blad maakte hij later de strip Les minuscules. In 1971 begon Mandryka te tekenen voor het stripblad Pilote. Hij zette er zijn strip Concombre masqué voort en tekende op scenario van Gotlib de strip Les clopinettes. In 1975 richtte hij met diezelfde Gotlib en met Claire Bretécher het blad L'Echo des savanes op. Zijn strips werden meer politiek. Mandryka maakte in die periode kennis met de psychoanalyse en het undergroundmilieu. Hij zegde tijdelijk vaarwel aan de stripwereld in 1979. In 1982 werd Mandryka hoofdredacteur van het blad Charlie en dit tot 1983. Zijn strip Concombre masqué nam een verse start in dat blad, met meer poëtische en absurde humor. In 1984 was hij lid van de redactie van Pilote. In 1985 schreef hij het scenario van de strip Alice voor Riverstone. Mandryka hernam zijn personage Concombre masqué, eerst voor Dupuis in de jaren 1990, daarna op het internet.
Het werk van Nikita Mandryka werd bekroond met de Grote Prijs van het Internationaal Stripfestival van Angoulême in 1994. 
Tevens ontving hij in 2019 de Grand Prix Töpffer, een onderscheiding van de stad en het kanton Genève voor een Franstalige stripauteur voor diens volledige oeuvre.
Mandryka overleed op 80-jarige leeftijd.